# ボルコ2世 (ジェンビツェ公)
ボルコ2世（Bolko II Ziębicki, 1300年2月1日 - 1341年6月11日）は、ヤヴォル＝ルヴヴェク＝シフィドニツァ＝ジェンビツェ公（在位：1301年 - 1312年、兄弟と共同統治）、シフィドニツァ＝ジェンビツェ公（在位：1312年 - 1322年、兄ベルナルトと共同統治）、単独のジェンビツェ公（在位：1322年 - 1341年）。ヤヴォル＝ルヴヴェク＝シフィドニツァ＝ジェンビツェ公ボルコ1世の4男で、母はブランデンブルク＝ザルツヴェデル辺境伯オットー5世の娘ベアトリクス。

## 生涯
1301年に父ボルコ1世が死去した時、ボルコ2世はまだ2歳にもなっていなかった。彼と兄達は母の養育権下に育ち、母の兄弟であるブランデンブルク＝ザルツヴェデル辺境伯ヘルマンが幼い公爵兄弟の後見人を務めた。叔父ヘルマンによる摂政政治は1305年、一番上の兄ベルナルトが成年に達して親政を開始し、弟達の後見となるまで続いた。
公爵家は公国が今以上に分裂することを危ぶみ、当初、末息子のボルコ2世に聖職者の道を歩ませるつもりだった。ボルコ2世がヴロツワフの司教座聖堂参事会と関係のある受禄聖職者になっていたことは、教会で生涯を過ごす予定だったことと無縁ではないだろう。しかしボルコ2世は聖職者になるのを拒んで激しく反抗したため、1322年、21歳の時に長兄ベルナルトからジェンビツェを独立公国として与えられることになった。同年、ボルコ2世は長兄と共にドイツ騎士団によるリトアニア遠征に参加している。
治世初期、ボルコ2世は教会との紛争を起こした。この原因は公爵側の慢性的な財政難にあり、ボルコ2世はヘンルィクフとカミェニェツ・ゾンプコヴィツキにある修道院に押し入ってその財産を強奪したのである。事態は1329年、公爵が教皇特使ピエトロ・ディ・アルヴェルニの従者に危害を加えたことでさらに悪化した。この事件は、ポーランド王とボヘミア王ヨハンの政治介入を引き起こし、シロンスク諸公のほぼ全員もボルコ2世に対する両王の懲罰を支持したのである。ボルコ2世は敵軍に敗れ、ついにはヴロツワフ司教ナンキェルによって破門されてしまった。ボルコ2世は教皇特使と修道院の両方に多額の賠償金を支払い、ようやく破門を解いてもらった。
1335年、ボルコ2世はボヘミアの王位継承者であるモラヴィア辺境伯カレル（後の神聖ローマ皇帝カール4世）の攻撃を受けた。当時、ジェンビツェはボヘミアの首都プラハと、当時既にボヘミア領に組み込まれていたシレジアで最も重要な都市ヴロツワフを結ぶ最短ルートだったが、当のボルコ2世はボヘミア王に臣従していなかったのである。カレル辺境伯はボルコ2世を侮って小規模な部隊を送り込んできたが、ボルコ2世はこの部隊をやすやすと打ち負かし、主だったボヘミアの騎士150人を捕虜にしたが、自軍がボヘミア領に侵攻して破壊行為を行うのを制止するのに失敗した。またボヘミア人の騎士達を捕えたことも政治的優位につながるはずだったが、彼らからは僅かな身代金を取ることしか出来なかった。
1335年の戦争には最終的にボルコ2世が勝利した。しかし翌1336年6月、ボルコ2世は自発的にボヘミア王ヨハンへの臣従を誓った。この原因はおそらくポーランド王カジミェシュ3世がシレジアの問題から手を引いてしまい、ポーランド王国に頼りながらボヘミア王国に対抗しようと考えていたボルコ2世の目論見が失敗したことだったと思われる。他の重要な理由としては、臣従と引き換えに1代限りであれクウォツコを与えられるためだった。ボルコ2世のボヘミアへの臣従により、やがてジェンビツェ公爵家の男系子孫が絶えた時には、ジェンビツェ公国がボヘミアに併合されることが確定した。
ボルコ2世は依然として続き、公爵自身の浪費僻でさらに悪化した公国の財政難を克服しようと奮闘した。1337年、ボルコ2世はゾンプコヴィツェをモラヴィア辺境伯カールに抵当の担保として引き渡し、その直後には2300グジヴナと引き換えにスチェリンとケンティ・ヴロツワフスキェを質に入れている。最終的にボルコ2世の手元に残ったのは公国の首都ジェンビツェだけになった。こうした苦境にもめげず、ボルコ2世は領国の経済的発展に力を注ぎ、領内は他のシレジアの諸都市と較べてやや人口が多くなった。
1341年6月11日に41歳で死去、ヘンルィクフの修道院に葬られた。公爵の墓石は現在も同修道院に置かれている。

## 子女
1321年11月21日までに、ボルコ2世はヴォー地方の領主ルイ・ド・サヴォワの娘ボンヌ（グタ、ユディタとも）と結婚した。公爵夫妻は2人の子供をもうけた。
1. ミコワイ（1327年頃 - 1358年4月28日） - ジェンビツェ公
2. マウゴジャタ（1330年頃 - 1368年以後の8月） - スチェリンの修道女